# Новогригорівка (Степівська сільська громада)
Новогриго́рівка (народна назва — Чубівка) — село в Україні, у Степівській сільській громаді Миколаївського району Миколаївської області. Населення становить 308 осіб.

## Географія
Новогригорівка розташована за 25 км на північний захід від Миколаєва. Поруч із селом протікає річка Солониха.

## Населення

### Мова
Розподіл населення за рідною мовою за даними перепису 2001 року:
| Мова       | Кількість | Відсоток |
| ---------- | --------- | -------- |
| українська | 276       | 89.61 %  |
| російська  | 30        | 9.74 %   |
| румунська  | 2         | 0.65 %   |
| Усього     | 308       | 100 %    |

## Історія

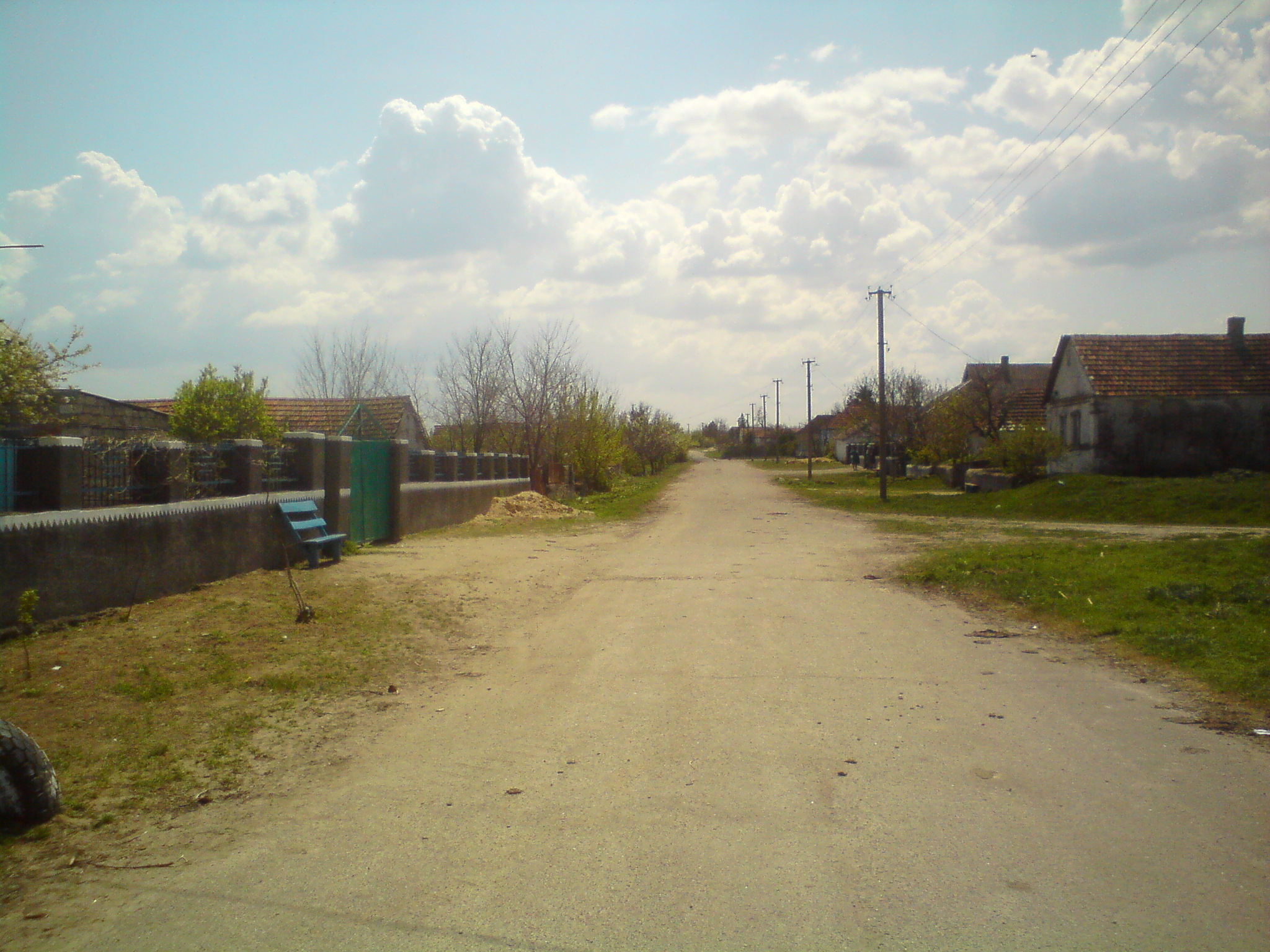
Вулиця у селі Новогригорівка

Згідно з легендою, що побутує серед жителів Новогригорівки, після однієї з російсько-турецьких війн на пригірку, де нині розташоване село, оселився козак на ім'я Чуб. Він одружився та збудував собі хату. Поступово до них приєднувалися втікачі з покріпачених земель України. Так виникло село Новогригорівка, яке й донині називається місцеви мешканцями та жителями сусідніх сіл в пам'ять про козака Чуба Чубівкою, а балку навколо села Чубівською.
Історична ногайська назва села — Алмах

## Символіка
Герб села Новогригорівка має форму щита іспанського типу перетягнутого на дві частини червоним та зеленим кольорами. У верхній, червоній частині, зображено три золоті козацькі люльки, як пам'ять про заснування населеного пункту козаками Чорноморського козацького війська в період їх перебування в регіоні у кінці XVIII століття. У нижній зеленій частині зображено три срібні рівнобічні квадрати у два ряди (два над одним) котрі символізують вихід вапняку на якому розташовується село та його тривале видобування закритим та відкритим шляхами. Щит обрамлено декоративним золотим картушем і увінчано золотою сільською короною у вигляді п'яти колосків.

## Сучасність
В селі 3 вулиці, загальноосвітня школа 1 ступеня, біля школи встановлено пам'ятник односельцям, загиблим у громадянську та Другу світову війни.

## Посилання

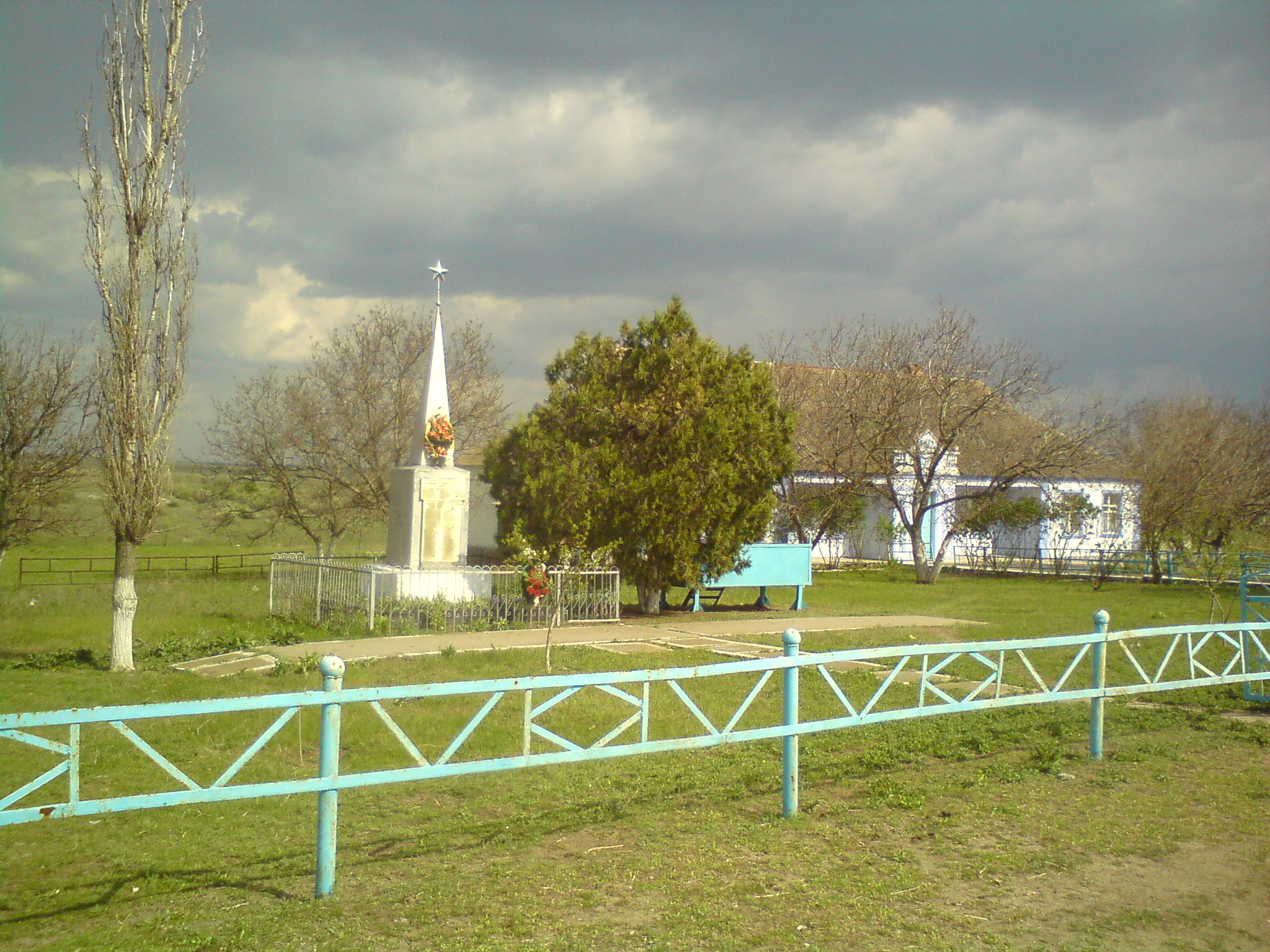
Пам'ятник біля школи
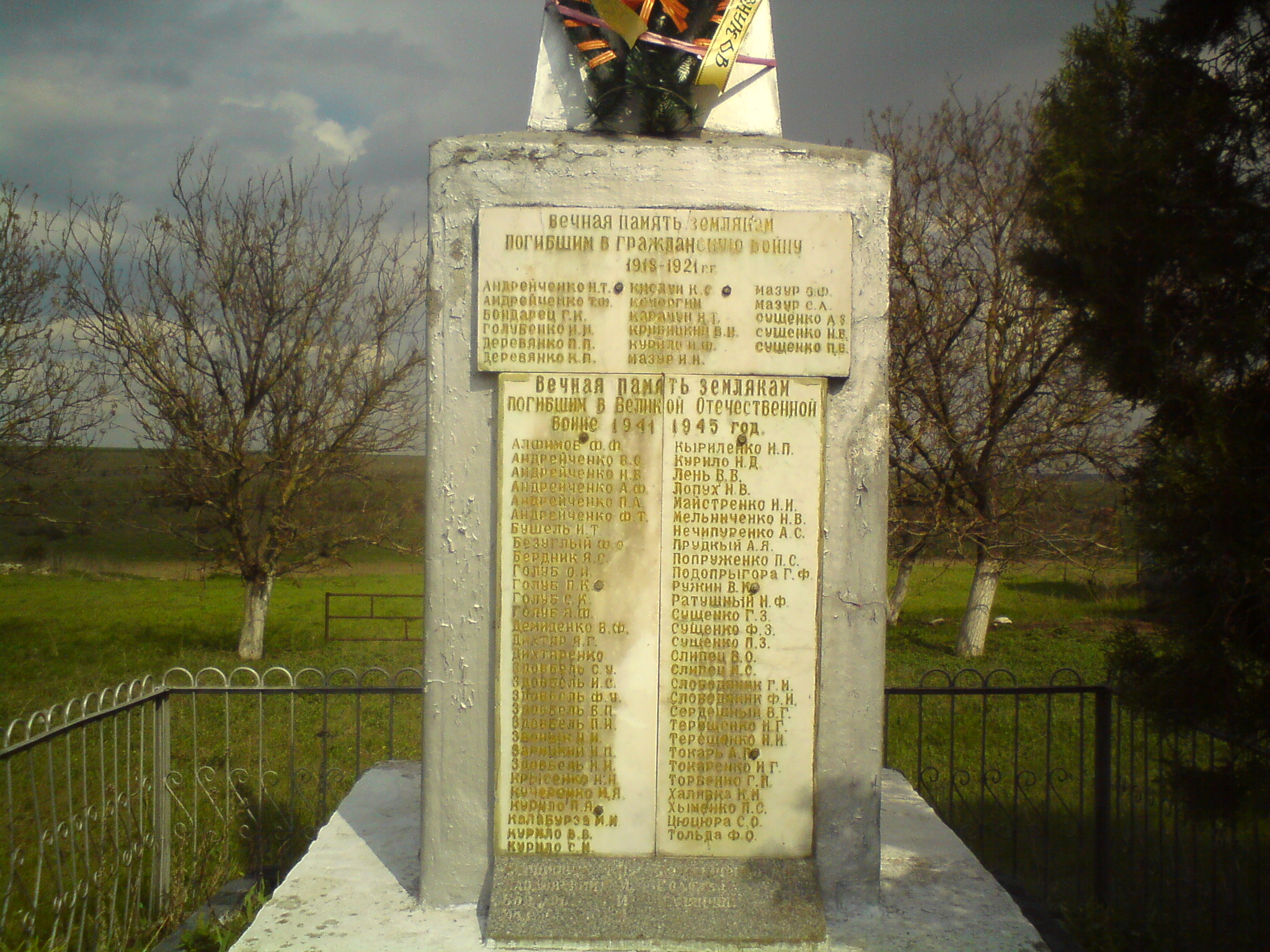
Пам'ятник загиблим односельцям
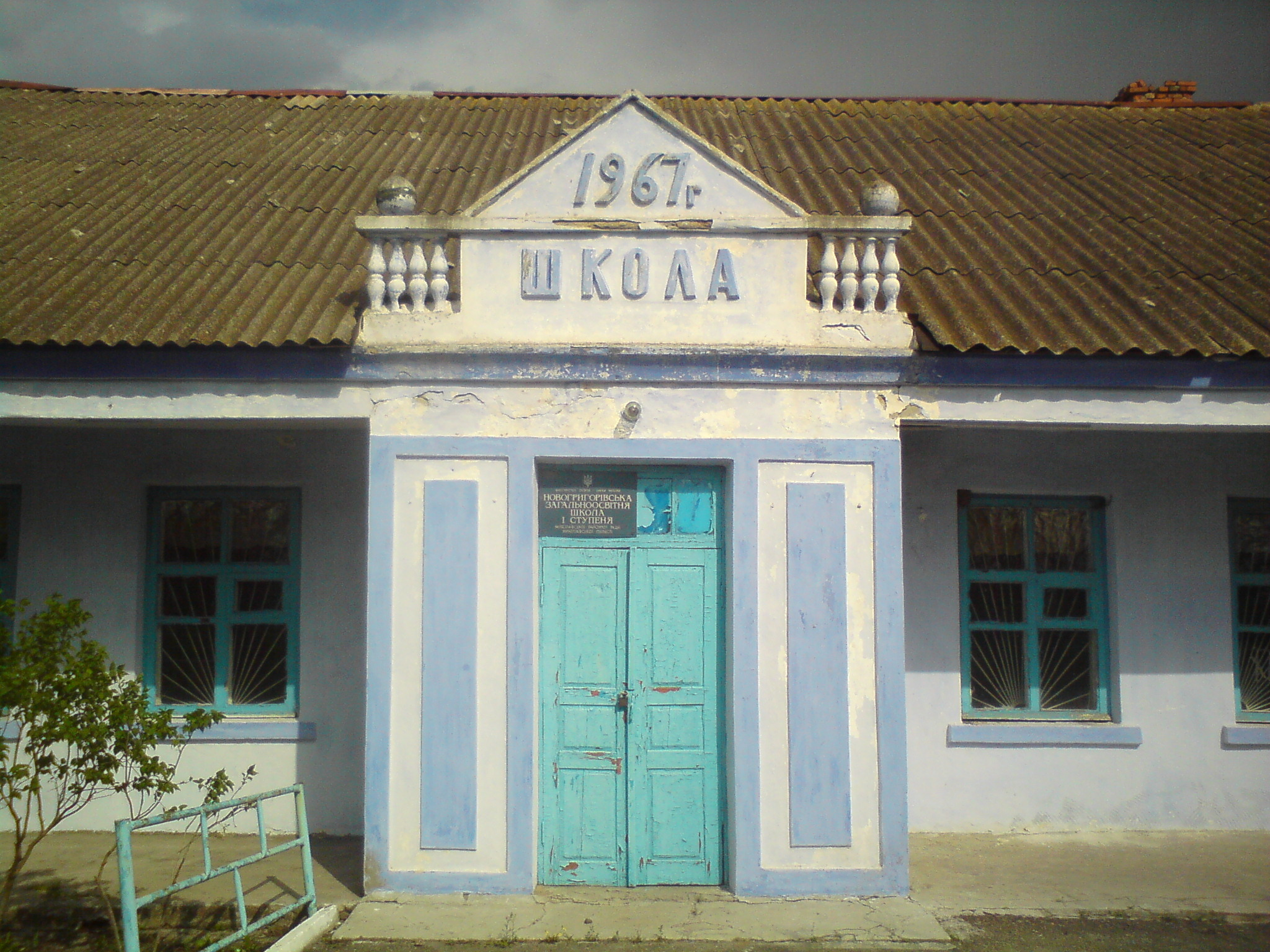
Школа
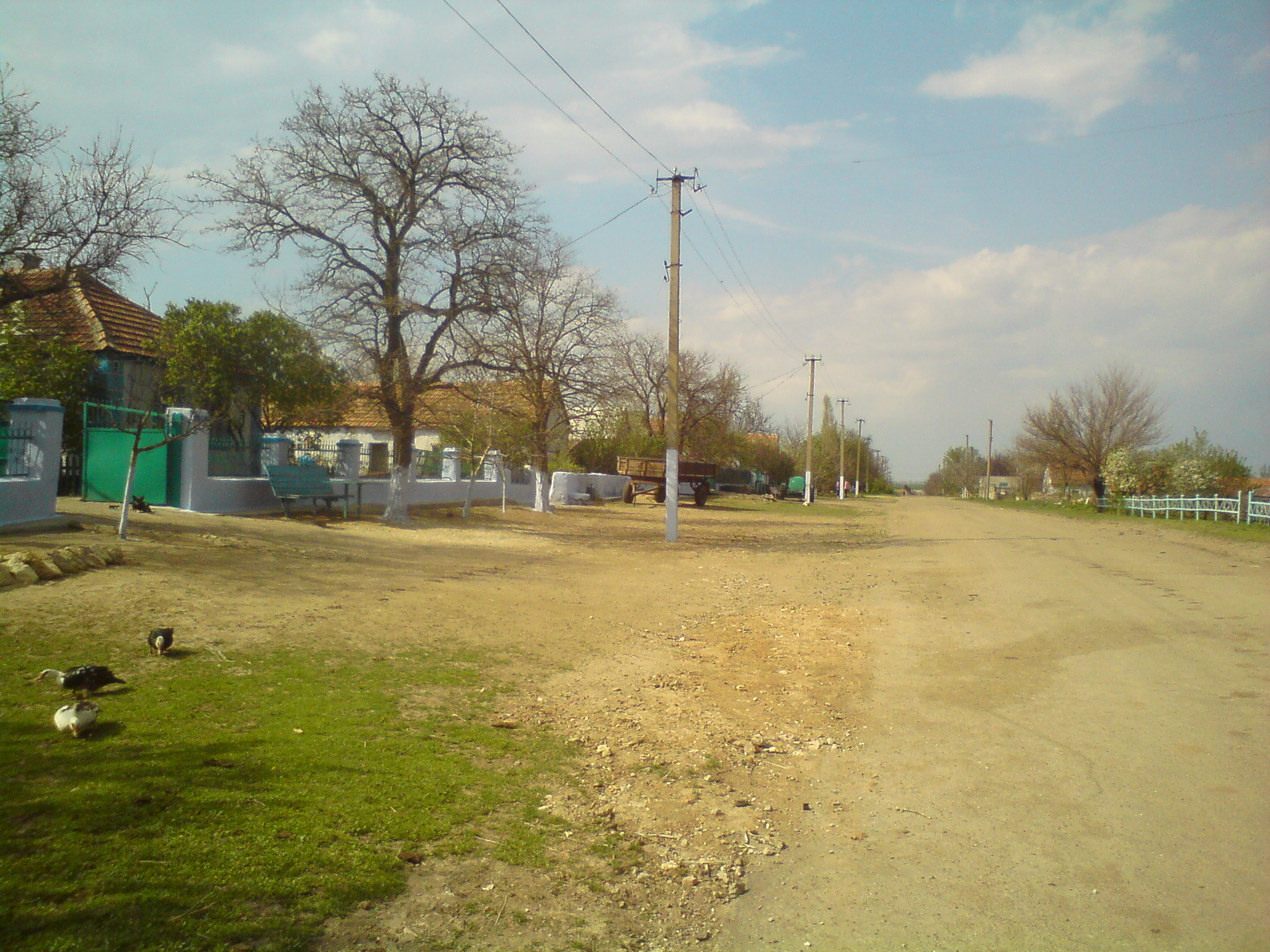
Вулиця Новогригорівки
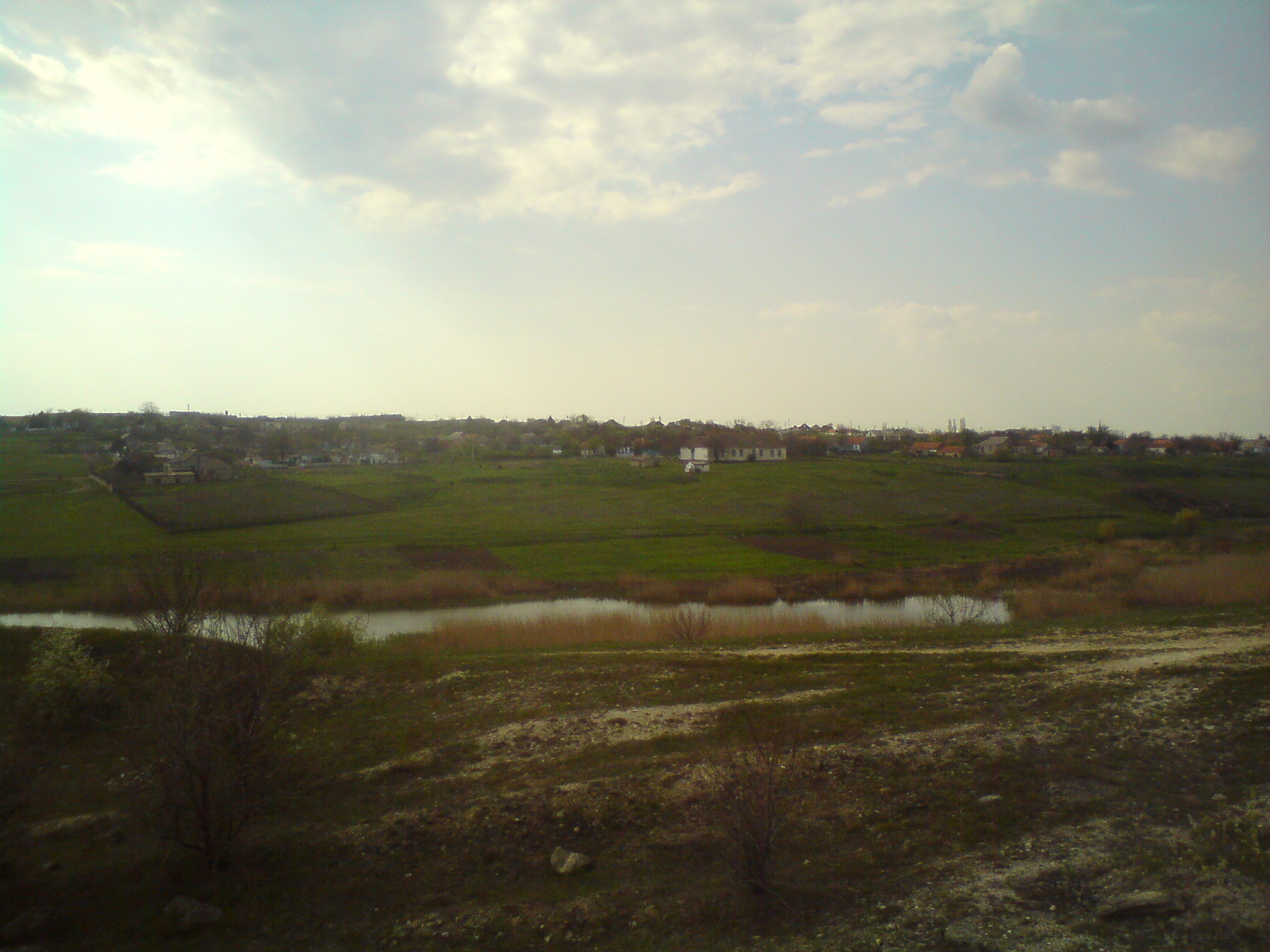
Загальний вид села
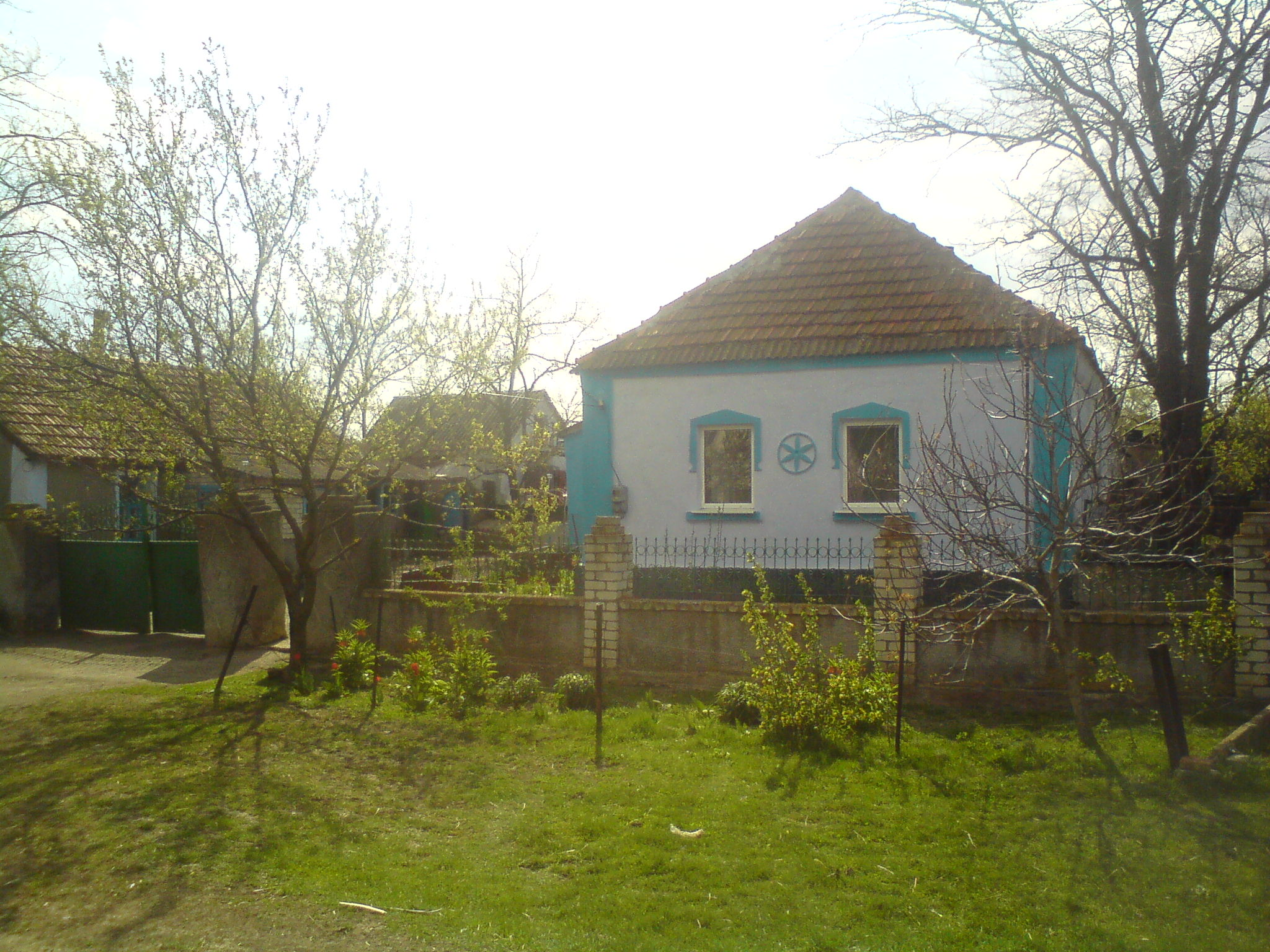
Чубівська хата
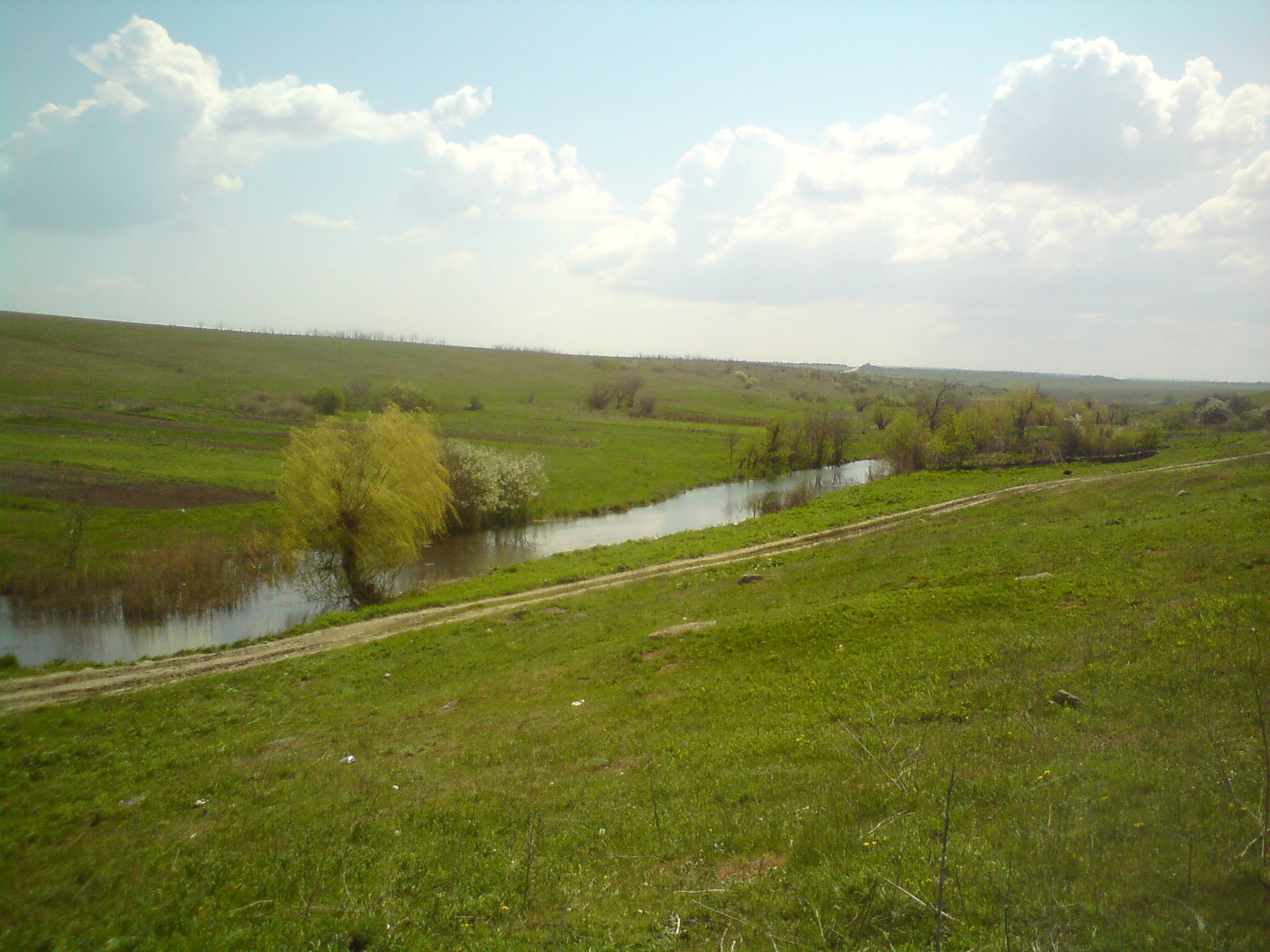
Солониха
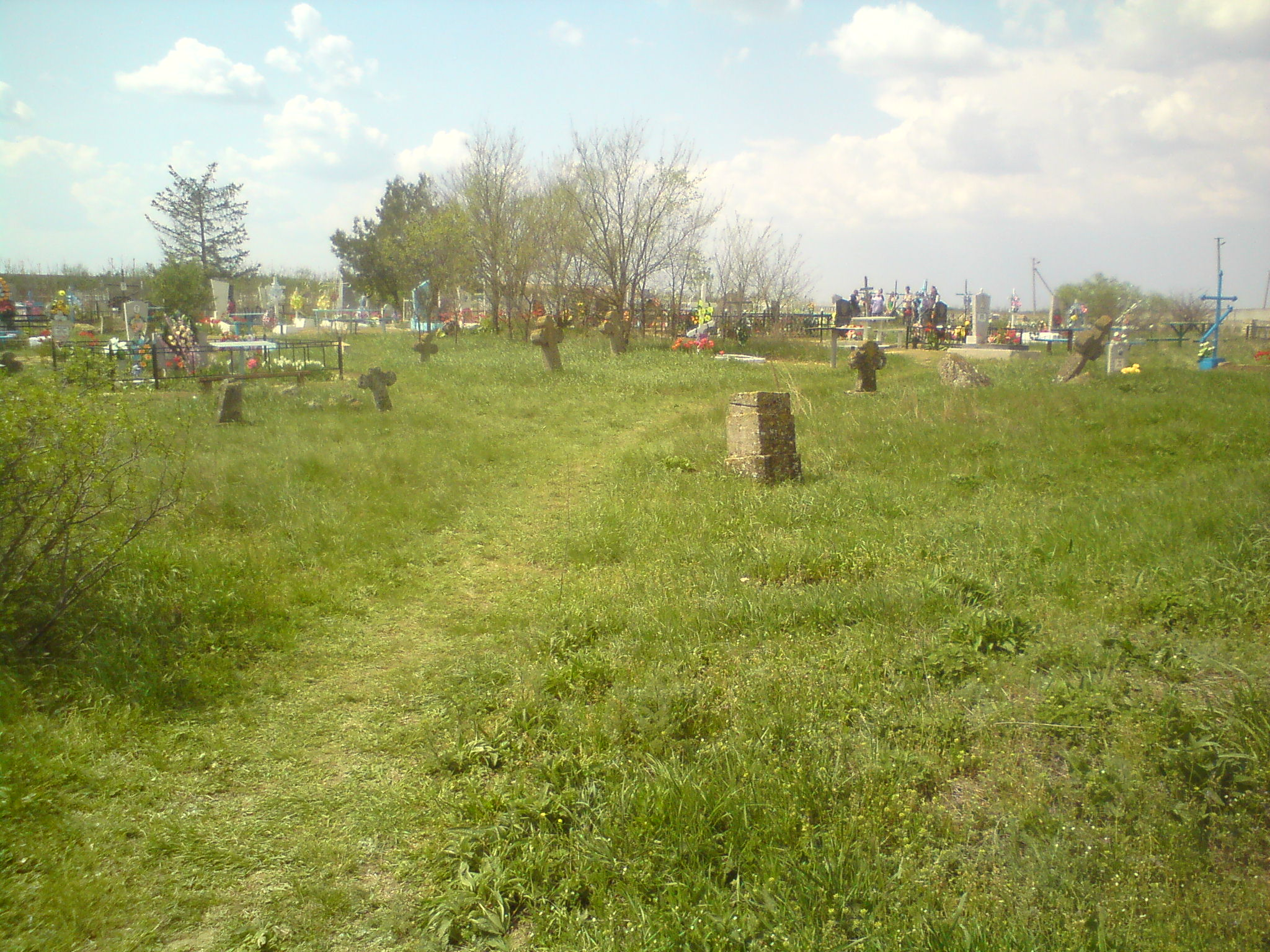
Сільський цвинтар